# 百年祭
百年祭（ひゃくねんさい A Centenary Celebration for Wind Ensemble）は、2005年に奈良県立城内高等学校の委嘱で福島弘和が作曲した吹奏楽曲。

## 概略
2005年に吹奏楽コンクール自由曲として奈良県立城内高等学校から委嘱され作曲した楽曲。2005年5月5日にやまと郡山城ホールにて初演され、同年に行われた奈良県吹奏楽コンクールの小編成の部で奈良県代表に選ばれ関西大会に出場、関西吹奏楽コンクールの小編成の部で優秀賞・きらめき賞を受賞した。
奈良県立城内高等学校は創立100年目にして少子化に伴う統廃合のために閉校してしまわなければならない学校で、最後に残った3年生の吹奏楽部員10人というチューバもパーカッションもない超小編成でコンクールに出場した。題名の「百年祭」は創立100周年目にして廃校になってしまう奈良県立城内高等学校の事を指している。
初演当初は副題に「〜10人の奏者のために〜」と付いていたが、ブレーンから出版する際に新たにチューバやパーカッションを入れたりして書き直し、副題は取り除いて、出版されている楽譜は15人～20人程度で演奏可能となっている。

## 曲の構成
冒頭はゆったりとしたクラリネットソロから始まり、次第に楽器が増えていき、全員が吹いて響いた所で、テンポが速くなる。快活なフレーズや変拍子などを有効に使った速いテンポの部分の後、再びゆっくりとしたテンポになり100年の時の流れを噛み締めるように曲が終わる。

## 編成
△はオプション楽器
| 木管 | 木管                      | 金管 | 金管 | 弦・打 | 弦・打                          |
| ---- | ------------------------- | ---- | ---- | ------ | ------------------------------- |
| Fl.  | 2 (1st Picc.持ち替えあり) | Tp.  | 2    | Cb.    | △                               |
| Ob.  | △                         | Hr.  | 2    | Timp.  | ●                               |
| Fg.  | △                         | Tbn. | 2    | 他     | S.D., S.C., Xylo.(△), Glock.(△) |
| Cl.  | 2, Bass                   | Eup. | ●    | 他     | S.D., S.C., Xylo.(△), Glock.(△) |
| Sax. | Alt. 1 Ten. 1 Bar. 1      | Tub. | ●    | 他     | S.D., S.C., Xylo.(△), Glock.(△) |